# Diogo Alcoforado
Diogo Frederico Lemos Cerveira Alcoforado é um professor universitário na área da Filosofia, poeta, ensaísta e artista plástico português.

## Biografia
Nasceu a 6 de Abril de 1937 em Espinho, distrito de Aveiro. Reside e trabalha na cidade do Porto.
Licenciado em 1965 pela Escola Superior de Belas Artes do Porto (ESBAP), hoje Faculdade de Belas Artes da Universidade do Porto (FBAUP), em Pintura, e licenciado em 1976 pela Faculdade de Letras da Universidade do Porto (FLUP), em Filosofia, com altas classificações. Prémio da Fund. Engº António de Almeida como finalista mais classificado da Faculdade de Letras da Universidade do Porto (FLUP), no ano lectivo da licenciatura. 
Curso de Ciências Pedagógicas, e estágio para professor do 9.º grupo do antigo ensino Liceal no então Liceu Normal de D.Manuel II. Foi, durante vários anos, professor efetivo dos Liceus, professor colaborador e, depois, apresentador, da Telescola, e orientador pedagógico na Escola Secundária Rainha S.ta Isabel, no Porto. 
Em 1977 passou a leccionar no Curso de Filosofia da Faculdade de Letras do Porto, onde se doutorou em 1990, com a dissertação Sentido Trágico da Ideia Baudelaireana de Modernidade – Alguns Aspectos da Práctica Pictórica Francesa: de Courbet a Cézanne. Obteve a mais alta classificação.
Foi membro dos Conselhos Pedagógico e Científico, e da Assembleia de Representantes, da Faculdade de Letras do Porto, e ainda do Instituto de Filosofia da Universidade do Porto, a que continua ligado.

## Atividade profissional

### Docência
- Professor do 9.º grupo do antigo ensino Liceal.
- Colaborador e apresentador da Telescola.
- Orientador pedagógico na Escola Secundária Rainha Santa Isabel, no Porto.

### Universidade
- Professor Universitário na Faculdade de Letras da Universidade do Porto (FLUP), sempre como regente de disciplina, na secção de Filosofia.
- Foi membro dos Conselhos Pedagógico e Científico, e da Assembleia de Representantes, da Faculdade de Letras da Universidade do Porto (FLUP).
- Continua ligado ao Instituto de Filosofia da Universidade do Porto.

## Publicações

### Textos Teóricos
- A Disciplina escolar', conferência pedagógica, pp. 41, Liceu Normal D. Manuel II, Porto, 1967.
- O 'desenho à vista' no ensino liceal: seus objectivos e sua didáctica, conferência pedagógica, pp. 61, Liceu Normal D.Manuel II, Porto, 1968.
- Breve meditação sobre a evolução dos objectos, Col. Gémeos, pp. 44, Porto, 1970.
- A Igreja dos Terceiros do Carmo: contribuição para uma leitura da sua fachada, Rev. História, vol.II, pp. 205-214, CHUP, Porto, 1979.
- Algumas notas em torno de 'A Ilha do Cão', de António Pedro, Rev. Nova Renascença, nº 2, pp. 125-132, Porto, 1981.
- Sobre um mural de Augusto Gomes, Humanidades, n.º 2, Rev. Associação dos Estuadntes da Faculdade de Letras do Porto, pp. 10-14, Porto, 1982.
- Breves reflexões em torno da problemática da fundamentação, Actas do Congresso Luso-Brasileiro de Filosofia, Revista Portuguesa de Filosofia, Tomo XXXVIII-II, pp. 139-150, Braga, 1982.
- Em torno de duas afirmações de Paul Cézanne, Rev. Nova Renascença, n.º 12, pp. 412-422, Porto, 1983.
- Algumas reflexões breves a partir de um problema fundamental: a origem do Mundo, Rev. FLUP. série de Filosofia, n.º 3, 2.ª série, pp. 43-66, Porto, 1986.
- Breves notas sobre um texto de Amorim Viana, Rev. FLUP. série de Filosofia, n.º 4, 2.ª série, pp. 107-115, Porto, 1987.
- M.Merleau-Ponty: a Pintura como interrogação radical do Mundo. Algumas reflexões em torno de 'O olho e o espírito', Rev. FLUP, série de Filosofia, n.º 7, 2.ª série, pp. 215-258, Porto. 1990.
- Em torno do progresso (da) moral em Sampaio Bruno, Rev. FLUP, Série de Filosofia, n.º 9, 2.ª série, pp. 219-230, Porto, 1992.
- O discurso de um Pintor, ou algumas notas a partir de reflexões de Paul Cézanne, in 'O texto e a imagem', ed. Escola Superior de Belas Artes do . ConfiPorto, pp. 57-58, Porto, 1993.
- Artes plásticas, imitação e poder, Rev. FLUP, série de Filosofia, n.º 10, 2.ª série, pp. 122-141, Porto, 1993.
- O diálogo com os poetas no ensino da Filosofia, Rev. Caderno de Filosofias, n.º 6/7, pp. 193-207, Coimbra, 1994.
- O inferior, o superior, e os objectos distintos, Rev. Caderno de Filosofias, n.º 8, pp. 81-104, Coimbra, 1994.
- Em torno da noção de Modernidade. Breves reflexões., Revista Portuguesa de Filosofia, Tomo L, fasc. 1-3, pp. 15-24, Braga, 1994.
- Modernidade, pós-modernidade: lugares de exílio., Rev. Confidências para o Exílio, n.º 3, pp. 7 - 19. Porto, 1995.
- Fotografia, palavra e transcendência. Em torno de algumas afirmações de Vergílio Ferreira., Rev. FLUP, série de Filosofia, n.º 11, 2.ª série, pp. 217-235, Porto, 1995.
- Actas do Colóquio Interdisciplinar: Vergílio Ferreira - Cinquenta anos de vida literária, Ed. Fund. Engº. António de Almeida, Porto, 1995.
- Algumas notas em torno de uma pintura de Teixeira de Pascoaes, Rev. Entremuros, n.º 2, pp. 41-48, Amarante, 1996.
- A propósito de DADA. Breves reflexões., Rev. FLUP, série de Filosofia, n.º 12 /13, 2.ª série, pp. 229 -245, Porto, 1996.
- Pintura e finitude humana. - Sentido trágico da ideia baudelaireana de modernidade., ed. Fund. Engº António de Almeida, pp. 293, Porto, 1998.
- A perplexidade de Antunes, ou a difícil habitação da Modernidade, actas do colóquio Internacional 'Almada Negreiros - A descoberta como necessidade', ed. Fund. Engº António de Almeida, pp. 491-503, Porto, 1996.
- A propósito de 'Uso de Penumbra', in 'Uma lavoura de luz interior' - estudos em homenagem ao poeta Fernando Echevarria', ed Univ. Católica Portuguesa / Coop. Árvore / Edições Afrontamento, pp. 37-47, Porto, 1999.
- "O Padre", de Raul Brandão. Algumas notas em torno de um texto essencial., actas do Colóquio 'Ao encontro de Raul Brandão', ed. Cent. Regional do Norte da Univ. Católica Portuguesa e Lello Editores, pp. 125-138, Porto, 2000.
- 'O Livro das Aventuras'. Alguns aspectos da poesia de António Lopes Ribeiro., in "Estudos em homenagem ao Prof. Doutor João Francisco Marques", pp. 59-69, FLUP, Porto, 2001.
- Porque gosto do policial... Por que gosto do policial?, in 'Crime, Detecção e Castigo' actas do 'Encontro sobre Literatura Policial', FLUP, Granito Editores e Livreiros, pp. 210-222, Porto, 2001.
- A dor. O sofrimento. Algunas tópicos., in 'Dor e Sofrimento. Uma perspectiva interdisciplinar', pp. 149-158, Campo das Letras, Porto, 2001.
- A arte e a estética de Abel Salazar, in 'Seara Nova: democracia, razão, Europa.Textos e contextos", Campo das Letras, Porto, 2001.
- Espaço e Sofrimento. Corpo e representação. Quatro diálogos., Rev. FLUP. série de Filosofia, pp. 247-275 , 2.ª série, Porto, 2001.
- Manuel Laranjeira, ou alguns aspectos do pensamento português, actas do 'Congresso Internacional de Pensadores Portuenses Contemporâneos-1850-1950', vol.II, pp. 191-204, Univ. Católica Portuguesa, C. R. P. /INCM, Porto, 2002.
- Teixeira de Pascoaes e o 'espírito português.' Breves notas para uma reflexão possível., Rev.de Filosofia, II.ª série, vol. XXI, pp. 225- 232, FLUP, Porto, 2004.
- Para uma caracterização da noção de 'Arte', Rev. de Filosofia, II.ª série, vol. XXII, pp. 189-196, FLUP, Porto, 2005.
- Filosofia ou Filosofias? A propósito de José Marinho., in actas do Colóquio 'A obra de José Marinho e de Álvaro Ribeiro', vol. I, pp. 283-294, Univ. Católica Portuguesa, C.R.P. / INCM, Porto, 2005.
- Henry Miller. Pintura e escrita. Algumas notas breves em torno de ' To paint is to love again', in 'Estudos em Homenagem a Margarida Losa', pp. 15 -24, FLUP, Porto,2006.
- Abel Salazar. O desenhador múltiplo, in ´O Desenhador Compulsivo', p, 29 - 41 ( trad. inglesa pp. 28 . 40 ), ed. Fund. Mário Soares / Casa Museu Abel Salazar/ Centro Cultural de Belém / Min. da Cultura / Univ. do Porto, Lisboa, 2006.
- Saudade e abandono. Algums notas, in actas do 'Colóquio Luso-Galaico Sobre a Saudade - em Homenagem a Dalila Pereira da Costa', pp. 213-222, Zéfiro, Lisbos, 2008.
- De André Breton a Abel Salazar, e a um (dito) atraso português, in actas do Iº Congresso Internacional 'Pensamento Luso-Galaico-Brasileiro (1850-2000)', vol. III, pp. 63-76, Univ. Católica Portuguesa, C.R.P. / INCM, Porto, 2009.
- Pequena lembrança para o Prof. Doutor Eduardo Abranches de Soveral, in 'Eduardo Abranches de Soveral. O Pensador, o Filósofo, o Humanista', coord. Maria Celeste Natário, António Braz Teixeira, Renato Epifânio, pp. 297-304, Zéfiro, Lisboa, 2009.
- Habitabilidade do Mundo. Pensamento, corpo e gosto, in 'Porque nos interessa a Filosofia', coord. Maria Manuel Araújo Jorge, pp. 185-198, Esfera do Caos Edit., Lisboa, 2010.
- Algumas notas a propósito de 'Nietzsche. A Filosofia de outro Ocidente', de Afonso Rocha, in Rev. Humanística e Teologia, Univ. Católica, pp. 201-215, fasc. 2, Porto, 2015.
- Algumas notas (quase) soltas sobre a obra de José Rodrigues, Rev. Nova Águia, n.º 20, pp. 11-20, Lisboa, 2017.
- Da investigação em Pintura, e ainda: da investigação em Pintura, in 'Pensar o fazer da Pintura', projecto BCIP, coord. António Quadros Ferreira, Ed. Afrontamento, Porto, 2017.
- A propósito de Gnose. Gnósticos e gnosticismo., Rev. Nova Águia, nº 21, pp. 175-189, Lisboa, 2018.
- A estética na Renascença Portuguesa. Algumas reflexões., in 'A estética na Renascença Portuguesa. Projectos e afinidades. 1910-1932', Universidade Católica Portuguesa, pp. 99-116, Porto, 2018.
- Dos enunciados brilhantes aos erros dizíveis, ed. CITCEM, F.L.U P., CEM n.º 9, pp. 19-27, Porto, 2019
- SOPHIA: uma tensa claridade. Algumas notas., ed. Revista Pontes de Vista, n.º 4, pp. 48-56, Porto, 2019.
- Aula e Outros Textos, ed. numerada (001 a 120), fora de qualquer circuito comercial, ed. autor, pp. 122, Porto, 2019. Inclui: Do que se gosta quando se gosta de Arte, Les Demoiselles d'Avignon - notas para uma leitura não convencional e Breve meditação sobre a evolução dos objectos, (remake, ampliado, do ensaio de 1970).

Publicou numerosos textos dispersos sobre Artes plásticas, sobretudo no suplemento cultural do 'Jornal de Notícias', na década de 60, 'O Comércio do Porto', António Quadros Ferreira, ou a paixão do rigor, 1987, 'Jornal de Amarante', A procura de Teixeira de Pascoaes. Algumas reflexões sobre a sua produção plástica, 1999. Sobre poesia, em As Artes entre as Letras- A propósito de OBRA INACABADA II, de Fernando Echevarria, 2017.
Escreveu textos de apresentação para obras de múltiplos artistas, quer em catálogos de exposições individuais de Justino Alves a Francisco Laranjo, de Aureliano Lima a Manuel de Francesco, de Avelino Rocha a António Quadros Ferreira, de Manuel de Souza-Falcão a Artur Moreira. Álbum 20 Desenhos, de António Cardoso. O jogo e as formas, in 'Con-figurações', de Avelino Rocha, 2013. Textos introdutórios a exposições colectivas, sendo o último: Abel Salazar e a Gravura - algumas notas, para a exposição "d'aprés ABEL SALAZAR", CMAS - FBAUP, 2018.

### Poesia
Co-fundador dos Cadernos de poesia 'exercício de dizer', de que foram editados doze volumes, integrando muitos dos nomes mais conhecidos da poesia portuguesa, aí publica Sonetos Elos (1976) e Do mar ao pé (1991), além de séries de poemas nos volumes colectivos Exercícios de Dizer (1977) e Terra: Porto (1981). Fora destes cadernos publica ainda, na década de 70, Sobre a casa, seguido de doze textos das prisões diárias, 1975, e dois envelopes' de muito restrita circulação, com doze sonetos cada, Agosto, Agosto, 1977 e Ainda: A, 1979.
- Exercícios Circulares, Ed. Nova Renascença, Porto, 1982.
- Alguns pequenos exercícios, Edições Afrontamento, Porto, 1997.
- Pobres, Edições Afrontamento, Porto, 2004.
- Espinho quase sempre, Edições ASA, Porto, 2004.
- Três lugares, Ed. Propagare, Porto, 2010.

Textos seus integram, entre outros, os volumes colectivos:
- A ilha dos amores, Ed. Jornalistas e Homens de Letras do Porto, Porto.
- Orfeu 4, Limiar, Porto, 1984.
- Das tripas ao coração, Campo das Letras, Porto.
- O regresso à condição, Instituto Superior Politécnico de Viseu, 2001.
- A minha palavra favorita, Ed. Centro Alântico, Vila Nova de Famalicão, 2009.
- 366 poemas que falam de Amor, Org. Vasco Graça Moura, Quetzal Editores, Lisboa, 2009.

E em edições Modo De Ler:
- A que cuida, Porto, 2007.
- Em nome do Pai, Porto, 2008.
- Bilros & outras prendas para Miguel Veiga, Porto, 2009.
- O primeiro dia, Porto, 2011.
- O Mar da Foz, Porto, 2014.
- Escrito na cal, Porto, 2014.
- Alameda das Glicínias, Porto, 2015.
- O Porto de Miguel Veiga, Porto, 2017.

Poesia sua foi publicada em Suplementos Culturais dos já extintos O Comércio do Porto e O Primeiro de Janeiro, e ainda em Nova Renascença, Hífen - Revista de Poesia', 'Letras & Letras', 'Figuras', 'Loreto 13 - Revista da Associação Portuguesa de Escritores', 'Limiar - Revista de Poesia', 'As Artes entre as Letras'. Figura nas Antologias sobre o Porto, organizadas por Eugénio de Andrade, Daqui houve nome Portugal, 3ª edição; ed. O oiro do dia, Porto, 1983; O Poeta e a cidade - Antologia de poesia contemporânea dedicada à cidade do Porto, Ed. Campo das Letras, Porto, 1996 e O Poeta e a Cidade, antologia de poesia moderna sobre o Porto, Ed. ASA, e Ao Porto, Colectânea de Poesia sobre o Porto, de Adosinda Providência Torgal e Madalena Torgal Ferreira, Ed. D.Quixote, Lisboa, 2001. Integra ainda a antologia Natal... Natais - Oito séculos de Poesia sobre o Natal, Org. Vasco Graça Moura, ed. Millenium / Público, Lisboa, 2005.
Está representado nas antologias globais:
- Poésie portugaise contemporaine - anthologie bilingue, choix et traductions de Robert Massart, l'arbre à paroles, éd. l'orange bleu, Amay, Belgique, 1997.
- Antologia da Poesia Portuguesa Contemporânea -- um panorama, de Alberto da Costa e Silva e Alexei Bueno, ed. Nova Aguilar, Rio de Janeiro, 1999.
- Poemas portugueses - Antologia da Poesia Portuguesa do Séc. XIII ao Séc.XXI, sel., org., int. e notas de Jorge Reis-Sá e Rui Lage, pref. Vasco Graça Moura, Porto Editora, Porto, 2009.

## Artes Plásticas
Enquanto produtor plástico, cessou praticamente toda a sua atividade pública com a entrada para a docência da curso de Filosofia da Faculdade de Letras da Universidade do Porto (FLUP). 
Anteriormente realizara as seguintes exposições, individuais: 
- Exposição ESBAP, a convite do então Director, Professor Arquitecto Carlos Ramos, 1965.
- Exposição Galeria 363, Porto, 1968.

Participou entretanto, em numerosas colectivas desde Exposições Magnas da ESBAP e da 1.º e 2.ª Exposições Extra-Escolares da ESBAP, enquanto aí fora aluno, até à 1.ª Bienal de Vila Nova de Cerveira, ou à exposição Levantamento da Arte do séc. XX no Porto, no Museu Nacional de Soares dos Reis, Porto, 1975.
- Tem ilustrações dispersas em livros de poesia, ou, mesmo, de índole didática.

- Está representado no Museu de Amarante, nas Coleções da FBAUP, do Instituto Politécnico de Viseu, e em coleções particulares.

As últimas Exposições em que interveio foi por convite, ou por seleção institucional. Assim, esteve representado em:
- Twelve artists from the North of Portugal, Bristol City Museum and Art Gallery, Bristol, 1983.
- A Arte no Porto há 25 anos, Fund. Cupertino de Miranda, Porto, 1990.
- Exposição ESBAP/FBAUP, Org. Reitoria da Universidade do Porto e Faculdade de Belas Artes da Universidade do Porto, Edifício da Alfândega, Porto, 1995.
- 500 anos de Desenho na Colecção da FBAUP, Museu Nacional de Soares dos Reis, Porto, 2012.

## Pensamento Filosófico
Trabalhando a partir de matrizes fenomenológicas, defende a utilização no léxico filosófico ativo, e como resultado de um consistente e contínuo exercício racional, dos vocábulos/ideias de Mistério, enquanto horizonte limite contra o qual cada fenómeno, e cada abordagem fenoménica, assumem um espaço máximo de grandeza e, mesmo, de acrescida exigência reflexiva, e de Totalidade, a qual, entre outras virtualidades, impede a tentação de qualquer discurso que como totalitário se pretenda. E tendo começado por tratar temas de Estética, disciplina que preferencialmente regeu enquanto docente, mas confrontado com os múltiplos e amplos problemas que este campo filosófico suscitava em termos de uma Antropologia radical, cedo desdobrou a sua produção por outros sectores, atingindo mesmo domínios aparentemente alheios aos que haviam constituído os seus interesses iniciais. A nível formal, e ressalvada a sua Tese de Doutoramento, sempre preferiu a produção de textos concentrados, curtos, jamais excedendo as cinquenta páginas.